# Amorphoscelis pantherina
Amorphoscelis pantherina – gatunek modliszek z rodziny Amorphoscelidae i podrodziny Amorphoscelinae.
Gatunek ten opisany został po raz pierwszy w 1966 roku przez Rogera Roya na łamach „Entomological News”.
Przedplecze o długości zbliżonej do szerokości. Odnóża przednie z goleniami pozbawionymi kolców lub opatrzonymi delikatnymi kolcami w części środkowo-spodniej. Samica nie posiada kolców na siódmym sternicie odwłoka.
Owad palearktyczny, znany z Iraku i Iranu.